# Giới thiệu về virus
Virus là một tác nhân truyền nhiễm có kích thước vô cùng nhỏ bé, có khả năng sinh sản ở bên trong các tế bào vật chủ sống. Khi bị nhiễm bệnh, tế bào chủ bị ép phải nhanh chóng sản sinh ra hàng ngàn bản sao giống hệt cấu trúc virus ban đầu. Không giống như hầu hết các sinh vật sống, virus không phải là tế bào, do đó không thể tự phân chia mà phải phụ thuộc vào tế bào chủ nhiễm bệnh. Nhưng không giống như các tác nhân truyền nhiễm có cấu trúc đơn giản hơn (chẳng hạn như prion - thể đạm độc), virus chứa gen. Đây là bộ máy di truyền cho phép chúng biến đổi và tiến hóa. Trong số hàng triệu loài virus tồn tại ở môi trường xung quanh chúng ta, có hơn 4800 loài đã được mô tả chi tiết. Nguồn gốc hình thành virus chưa thực sự rõ ràng: một số virus có thể đã tiến hóa từ plasmid (mảnh DNA có khả năng di chuyển và thâm nhập giữa các tế bào), trong khi một số virus khác có thể đã tiến hóa từ vi khuẩn.
Virus có cấu tạo gồm 2 đến 3 phần. Cấu trúc cơ bản nhất là bộ gen. Đó là những vật chất chứa thông tin sinh học được mã hóa dưới dạng phân tử DNA hoặc RNA. Cấu trúc cơ bản thứ hai là lớp vỏ Protein bọc bên ngoài virus để bảo vệ bộ gen bên trong. Một số virus cũng có thể có một màng bọc (một số sách viết là envelope) chứa chất giống chất béo, lớp màng này bao phủ lớp vỏ protein và dễ bị hư hại khi gặp xà phòng. Màng bọc gắn một số thụ thể (receptor), virus sẽ gắn thụ thể đó với tế bào chủ mới để dễ dàng xâm nhập. Virus có nhiều hình dạng khác nhau, chẳng hạn như hình xoắn ốc đơn giản, hình nhị thập diện và các hình phức tạp hơn (thể thực khuẩn - phage). Virus rất nhỏ bé, có kích thước từ 20 đến 300 nanomet, tức là phải xếp 33.000 đến 500.000 virus nối tiếp nhau để đạt được 1 xentimét (0,4 in).
Có nhiều hình thức lây lan virus. Mỗi loài virus tấn công mô của một hoặc một số loài động vật cụ thể, và có cách thức tự sao chép riêng. Virus thực vật thường lây lan từ cây này sang cây khác nhờ côn trùng và các sinh vật khác, được gọi là vector (thuật ngữ để chỉ vật chủ trung gian truyền bệnh). Một số virus người và các động vật khác lây lan do tiếp xúc với chất dịch của cơ thể bị nhiễm bệnh. Các loại virus như cúm lan truyền trong không khí nhờ những giọt bắt khi ho hoặc hắt hơi. Các loại virus như norovirus được truyền qua đường phân - miệng: qua bàn tay không được rửa sạch sẽ, qua thực phẩm và nước nhiễm bẩn. Rotavirus lây lan qua tiếp xúc trực tiếp với trẻ bị nhiễm bệnh. Virus gây suy giảm miễn dịch ở người, HIV, lây truyền qua các chất dịch cơ thể trong khi quan hệ tình dục. Virus sốt xuất huyết (Dengue) lây lan bởi côn trùng hút máu.
Virus có khả năng đột biến nhanh chóng để tạo ra các chủng mới, đặc biệt virus có lõi RNA. Miễn dịch của vật chủ thường chống lại chủng mới một cách yếu ớt. Ví dụ, chủng virus cúm biến đổi thường xuyên, do đó mỗi năm cần một loại vắc-xin mới. Những đột biến gen lớn thậm chí gây ra đại dịch, như trong đại dịch cúm lợn năm 2009 lan sang hầu hết các quốc gia. Thông thường, những đột biến này trở nên rõ rệt khi virus bắt đầu lây nhiễm các vật chủ không cùng loài ban đầu, gây nên các căn bệnh lây truyền từ động vật. Ví dụ, coronavirus ở dơi, virus cúm ở lợn, chim có khả năng truyền bệnh sang người.
Người, động vật và thực vật sẽ bị mắc bệnh khi nhiễm virus. Ở người và động vật khỏe mạnh, hệ miễn dịch đánh bại tác nhân gây bệnh là virus, và có thể tạo ghi nhớ miễn dịch suốt đời cho vật chủ đối với chủng virus đó. Chú ý rằng thuốc kháng sinh chỉ có tác dụng chống lại vi khuẩn, không có tác động lên virus. Tuy nhiên thuốc kháng virus có thể điều trị các bệnh truyền nhiễm đe dọa tính mạng. Những loại vắc-xin tạo miễn dịch suốt đời có thể ngăn ngừa một số bệnh truyền nhiễm.

## Khám phá

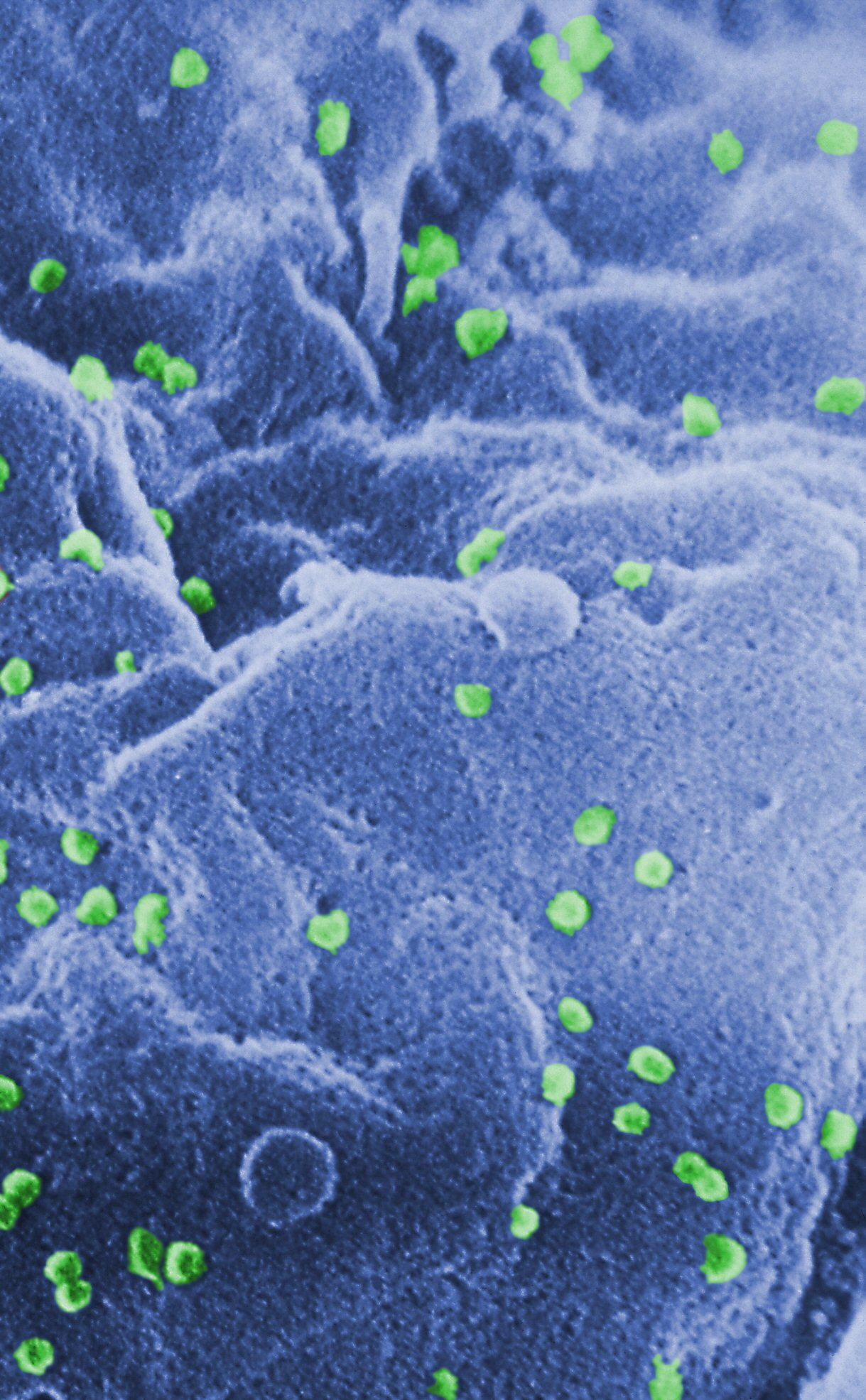
Bản quét vi điện tử virus HIV-1, có màu xanh lục, đang "nảy chồi" từ tế bào lympho

Năm 1884, nhà vi sinh học người Pháp Charles Chamberland phát minh ra bộ lọc Chamberland (hay bộ lọc Chamberland–Pasteur), chứa những chiếc lỗ có kích cỡ còn nhỏ hơn cả vi khuẩn. Sau đó, ông đổ dung dịch chứa vi khuẩn qua bộ lọc này loại bỏ hoàn toàn vi khuẩn. Đầu những năm 1890, nhà sinh vật học người Nga Dmitri Ivanovsky sử dụng phương pháp này để nghiên cứu về thứ mà hiện nay được biết với tên virus khảm thuốc lá. Thí nghiệm của ông cho thấy rằng dung dịch chiết xuất từ lá cây nghiền nát của cây thuốc lá bị nhiễm bệnh vẫn có khả năng lây nhiễm sau khi lọc.
Trong khoảng thời gian đó, một số nhà khoa học khác phát hiện ra rằng mặc dù các "tác nhân" này (sau này được gọi là virus) khác với vi khuẩn và nhỏ hơn vi khuẩn khoảng một trăm lần, nhưng chúng vẫn gây bệnh. Năm 1899, nhà vi sinh học người Hà Lan Martinus Beijerinck quan sát thấy rằng "tác nhân" chỉ nhân lên khi tế bào chủ diễn ra hiện tượng phân bào. Ông gọi nó là "mầm sống có thể hòa tan" (tiếng Latin: contagium vivum fluidum), vì ông không thể tìm thấy bất kỳ hạt vi trùng nào. Đầu thế kỷ 20, nhà vi khuẩn học người Anh Frederick Twort phát hiện ra virus lây nhiễm vi khuẩn. Nhà vi sinh học người Canada gốc Pháp Félix d'Herelle mô tả rằng: khi thêm "tác nhân" này vào đĩa thạch nuôi cấy vi khuẩn thì sẽ có hiện tượng hình thành vùng vi khuẩn bị chết. Tính toán diện tích những vùng này cho phép ông tính được số lượng virus trong dung dịch ban đầu.
Phát minh kính hiển vi điện tử năm 1931 mở ra cánh cổng rộng lớn cho ngành vi sinh học, cho ra những bức hình đầu tiên về virus. Năm 1935, nhà hóa sinh học và virus học người Mỹ Wendell Meredith Stanley nghiên cứu virus khảm thuốc lá và thấy được virus chủ yếu được làm từ protein. Một thời gian ngắn sau, virus được chứng minh cấu tạo từ protein và RNA. Một vấn đề mà nhà khoa học ban đầu gặp phải là họ không biết cách nuôi cấy virus ngoài môi trường động vật sống. Năm 1931, các nhà bệnh ký học người Mỹ Ernest William Goodpasture và Alice Miles Woodruff nuôi cấy bệnh cúm và một số loại virus khác trong trứng của gà được thụ tinh. Đây là bước đột phá vì là lần đầu tiên virus được nuôi cấy ở ngoài cơ thể sống đã trưởng thành. Tuy vậy một số virus không thể phát triển trong trứng gà. Vấn đề này đã được giải quyết vào năm 1949, khi John Franklin Enders, Thomas Huckle Weller và Frederick Chapman Robbins phát triển virus bại liệt bằng phương pháp nuôi cấy tế bào động vật sống. Hiện nay, hơn 4.800 loài virus đã được mô tả chi tiết.

## Cấu trúc

Sơ đồ đơn giản về cấu trúc của virus

### Tổng hợp protein

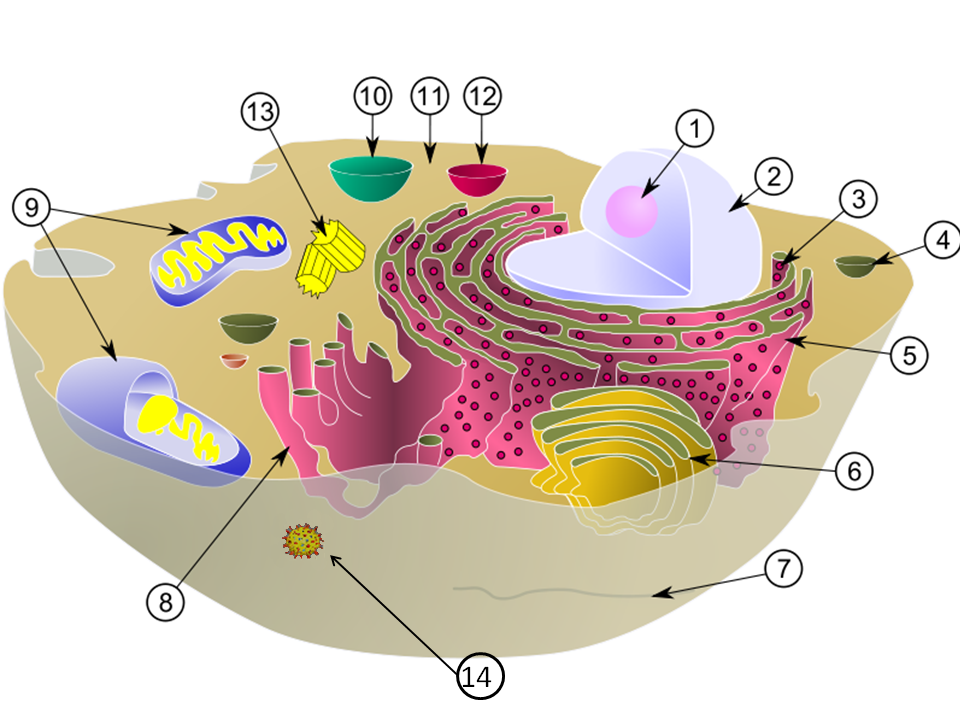
Sơ đồ của một tế bào nhân chuẩn điển hình. Các bào quan được chú thích trong hình: (1) nhân con (2) nhân (3) ribosome (4) túi (5) mạng lưới nội chất hạt (ER) (6) bộ Golgi (7) bộ xương tế bào (8) mạng lưới nội chất nhẵn (10) ty thể (10) không bào (11) tế bào chất (12) lysosome - tiêu thể (13) trung tử trong trung thể (14) kích thước virus so sánh gần đúng với kích thước tế bào

## Vòng đời

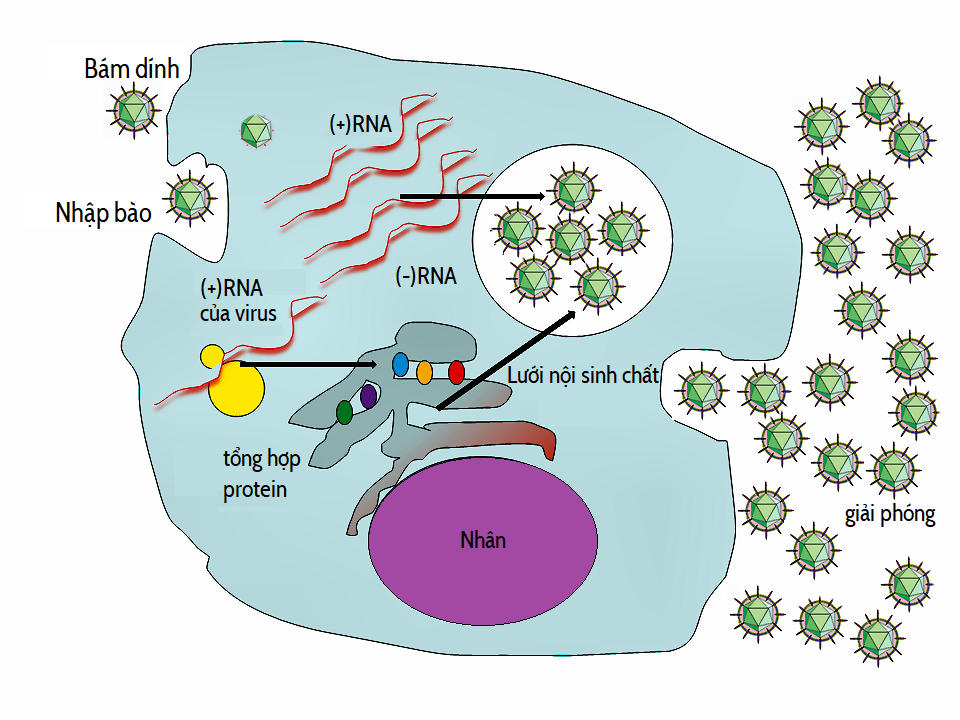
Vòng đời của một loại virus điển hình (bắt đầu từ bên trái, kết thúc bên phải). Nếu virus xâm nhập được vào tế bào, từ một virus ban đầu tạo thành hàng trăm virus mới.

#### Đại dịch

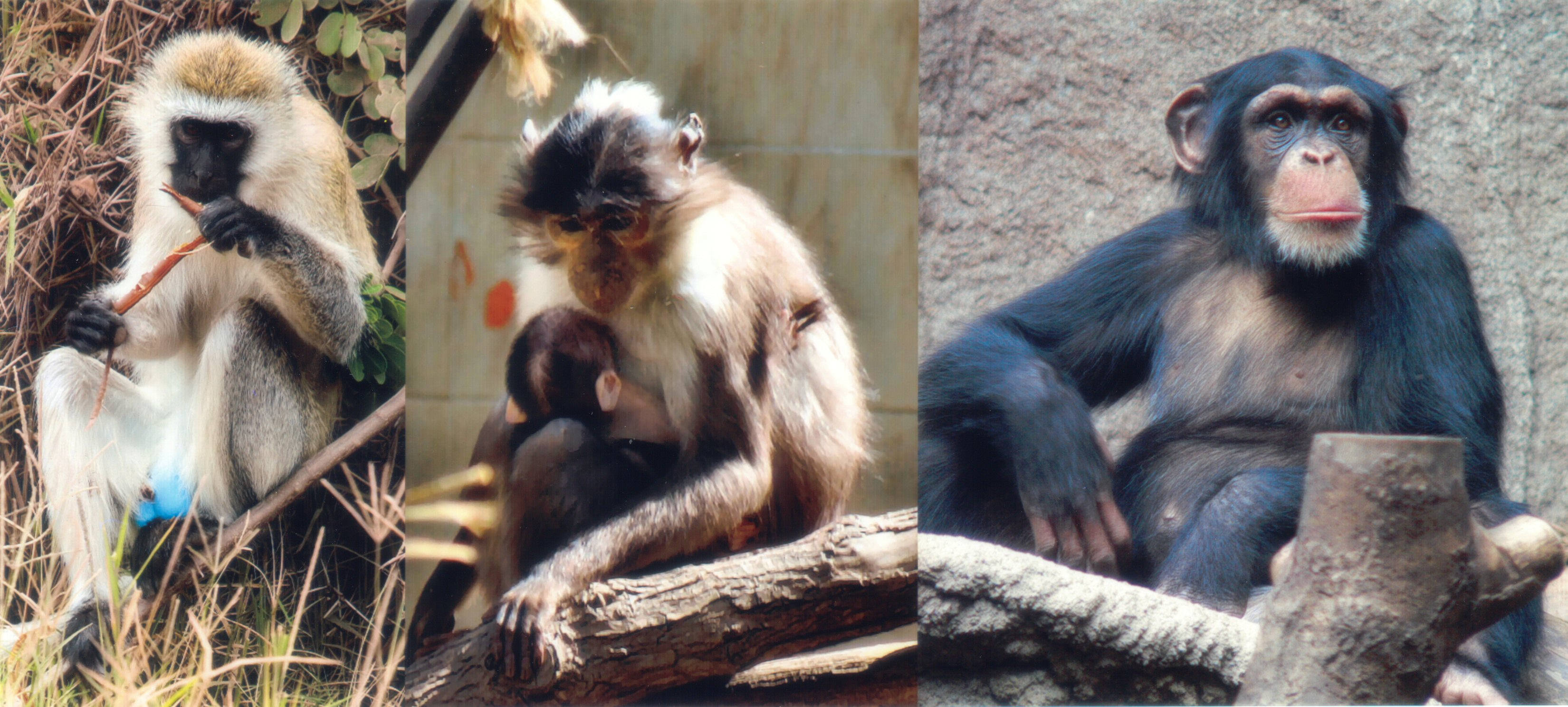
Trái sang phải: Chlorocebus, ổ chứa SIV; khỉ xồm bồ hóng, ổ chứa HIV-2; và tinh tinh thông thường, ổ chứa HIV-1

Nguồn gốc và sự phát triển của (A) SARS-CoV (B) MERS-CoV và (C) SARS-CoV-2 trong các vật chủ khác nhau. Tất cả các virus trên đều xuất phát từ dơi, thuộc nhóm coronavirus. Virus biến đổi, thích nghi với vật chủ trung gian và cơ thể người. Chúng đã và đang gây ra 3 đại dịch lớn cho nhân loại SARS, MERS và COVID-19. (Ashour và cộng sự (2020))

### Virus thực vật

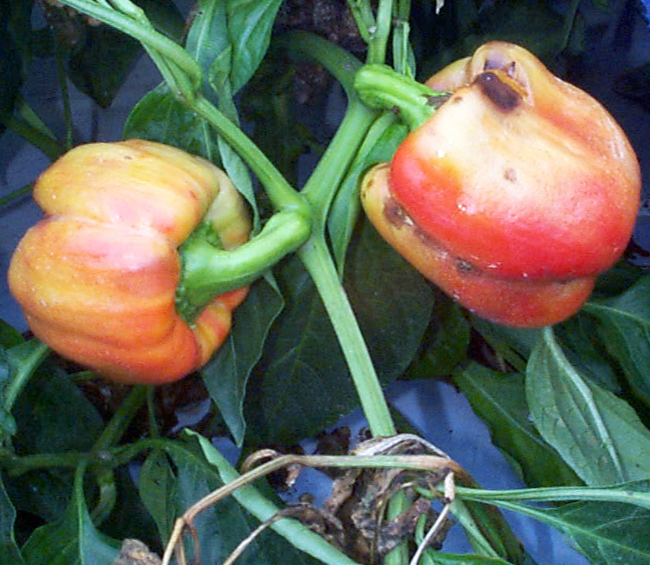
Ớt bị nhiễm virus đốm lá

### Thể thực khuẩn

Cấu trúc của một thể thực khuẩn điển hình

#### Miễn dịch thu được của động vật

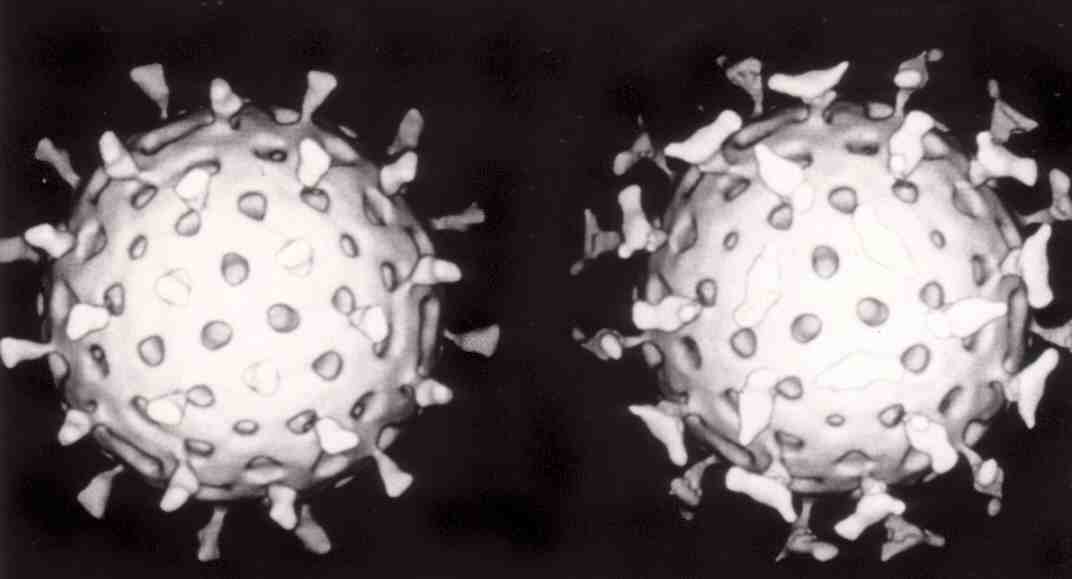
Hai hạt rotavirus: hạt virus bên phải bị gắn các kháng thể nhằm ngăn chặn sự gắn kết và lây nhiễm của virus đến các tế bào.

#### Vắc-xin

Cấu trúc của DNA cho thấy vị trí nucleoside và nguyên tử phospho tạo thành "xương sống" (backbone) của phân tử

#### Thuốc kháng virus

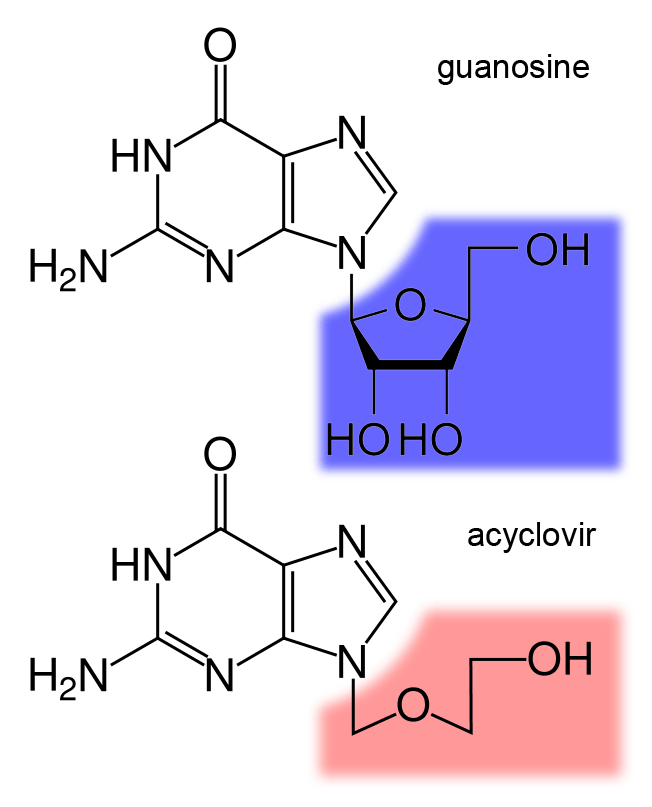
Cấu trúc của guanosine (base trong DNA) và aciclovir (trong thuốc kháng virus)